# Richard Perlia
Richard Perlia (* 6. April 1905 in Aachen; † 14. Februar 2012 in Berlin) war ein deutscher Testpilot, Redakteur und Fotograf.

## Jugendzeit und frühe Flugerfahrungen bis 1929
Richard Aloysius Hubert Perlia kam als siebtes Kind des Cigarrenfabrikanten Heinrich Perlia und seiner Ehefrau Emma geb. Schweitzer in Aachen zur Welt. Er wurde als einziges Kind seiner Eltern im 20. Jahrhundert geboren und war somit das Nesthäkchen der Familie Perlia.
Als Junge schon an der Fliegerei interessiert, erlebte er bei einem Flugtag am 25. Februar 1913 den Todessturz des damals erst 19 Jahre alten Piloten Bruno Werntgen, was ihn aber nicht von seinem Ziel abbrachte, selbst Pilot zu werden.
Nach der Schule und dem frühen Tod seines Vaters schickte ihn seine streng katholische Mutter, die nun für seine Erziehung verantwortlich war, zunächst in die Abtei Maria Laach. Vorgesehen war für den jungen Richard eine geistliche Laufbahn. Eine Liebesnacht bescherte ihm den Rauswurf aus dem Kloster und stellte somit die Weichen für sein späteres Leben als Flieger. Seiner Mutter gegenüber sagte er, dass er als Pilot dem lieben Gott sowieso näher sei denn als Priester.
Mit seinem Wunsch, Flieger zu werden, wandte er sich an den in Aachen lehrenden Professor Theodore von Kármán, der einen Lehrstuhl für Aerodynamik an der Technischen Hochschule Aachen innehatte. Dieser verhalf ihm zu einem Ausbildungsplatz bei Hanns Klemms Fliegerschule in Böblingen. Bei Fluglehrer Hermann Weller machte er auf einer Klemm L 20 seinen Flugzeugführerschein. Weller empfahl ihm eine Kunstflugausbildung, die er bei der Firma Raab-Katzenstein in Kassel erhielt. Einer seiner Fluglehrer war Gerhard Fieseler. Auch Ernst Udet lernte er zu dieser Zeit kennen. Nach Reklamefliegerei für den Zirkus Krone wurde er schließlich Werkspilot bei Raab-Katzenstein (Raka) in Kassel.
Nach dem Konkurs der Firma RaKa zog es ihn nach Berlin, dort verkaufte er seinen Hanomag Kommissbrot und erwarb von dem Erlös eine Höhensonne. Damit eröffnete Perlia in Berlin ein „Höhensonnen-Institut“. Nach einem Missgeschick mit einer Patientin, die ihn bei der Polizei anzeigte, kaufte er sich von seinem letzten Geld eine Bahnfahrkarte nach Istanbul. Da sein „Höhensonnen-Institut“ weder beim Finanz- noch beim Gesundheits- oder beim Gewerbeaufsichtsamt angemeldet war, hielt er diese Flucht für den einzigen Ausweg. Ohne Geld in der Tasche hielt er sich in Istanbul unter anderem als Gepäckträger über Wasser. Durch die Hilfe eines in der Türkei lebenden Deutschen namens Hans Tils bekam er eine Anstellung bei den Ford-Werken in Istanbul, dort arbeitete er einige Zeit. Als Kohlentrimmer auf einem kleinen Frachter kam er via Beirut 1929 nach Deutschland zurück und konnte wieder bei Klemm als Werkspilot eintreten.

## Die Zeit als Kunstflieger und Fluglehrer
Mit dem Luftakrobaten Fritz Schindler trat er bei verschiedenen Flugtagen auf. Ein Kunststück, das die zwei vorführen wollten, war das Umsteigen von Schindler von einer Udet Flamingo in die knapp darüber fliegende Klemm L20. Als das Kunststück vorgeführt werden sollte, war Perlia wegen eines Mittagessens nicht pünktlich und musste zusehen, wie die Maschinen bereits in der Luft waren; dies rettete ihm das Leben. Als Schindler von der Flamingo auf die Klemm umsteigen wollte, wurde die unten fliegende Flamingo entlastet und gleichzeitig die untermotorisierte Klemm überlastet. Die Maschinen krachten ineinander und stürzten ab. Es gab keine Überlebenden, und somit war Perlia zum ersten Mal dem Tod „von der Schippe“ gesprungen. Ungefährlich war die Fliegerei in diesen Jahren nicht, und so gab es immer wieder mal Außenlandungen wegen Motorproblemen, oft verursacht durch die Isolatoren der Zündkerzen, die aus Speckstein bestanden.
Die Weltwirtschaftskrise 1930 beendete die Anstellung bei Klemm im Juni 1930. Er gründete in Aachen mit seinem Schulfreund Leo Lammertz eine eigene Fliegerschule, nachdem er die Fluglehrerprüfung bei Hauptmann Willi Kantstein erfolgreich bestand.
In dieser Zeit traf er zum ersten Mal den zukünftigen „Führer“ Adolf Hitler, der dem Flugplatz Aachen-Merzbrück mit einer Rohrbach Roland einen Besuch abstattete. Perlia machte seinerzeit Fotos von Hitler, auf denen man sehen konnte, dass ihm das Fliegen nicht sonderlich behagte und er sprichwörtlich die „Hosen voll“ hatte.
Seine weitere Fliegerlaufbahn bescherte ihm einen ersten nicht angemeldeten Nachtflug von Aachen Merzbrück nach Köln Butzweilerhof im Anschluss einer durchzechten Nacht. Die Nachtausrüstung der Klemm bestand aus drei Taschenlampen, wobei zwei mit roten bzw. grünen Folien über dem Reflektor als Positionsleuchten dienten und die dritte für die Instrumentenbeleuchtung herhalten musste. Die provisorischen Positionslampen, die mit Bindedraht an den Randbögen der Tragflächen befestigt waren, fielen schon beim Start ab, was Perlia und seinen Fliegerkollegen, der ihn begleitete, allerdings nicht von ihrem Vorhaben abbringen konnte.
Der Flugplatzkommandant in Köln war glücklicherweise Willi Kantstein, den Perlia schon von seiner Fluglehrerprüfung kannte. So kostete ihn dieser verbotene Flug nur einige Runden in der Kölner Altstadt.
Ein weiteres Husarenstück Perlias war der Flug zusammen mit Lammertz, der am Steuerknüppel saß, mit einer Klemm L25, die mit Schneekufen ausgerüstet war, auf dem Zugspitzplatt.

## Als Testpilot im Nationalsozialismus
Nach der Machtergreifung der NSDAP war die Zeit der Flugschule vorbei. Der Einfluss der Nationalsozialisten auf die Fliegerei in Deutschland wuchs immer weiter an. Um in der Fliegerei weiter tätig zu sein, gab es für Perlia nur zwei Möglichkeiten: Deutschland verlassen oder in die NSDAP eintreten, was er im Jahr 1933 dann auch tat.
Durch die Vermittlung von Ernst Udet erhielt er 1935 wieder eine feste Tätigkeit als Versuchspilot bei der Deutschen Versuchsanstalt für Luftfahrt in Berlin-Adlershof. Bei dieser Tätigkeit absolvierte Perlia mit einer Junkers Ju 52/3m, die vollbesetzt mit Wissenschaftlern und technischer Ausrüstung war, einen Looping, um den Herren „da hinten“ mal so richtig zu zeigen, „was Sache ist“.
In vielen weiteren Flügen ging Perlia bis an die Leistungsgrenzen der von ihm geflogenen Flugzeuge.
Extreme Tiefflüge, Stürze mit anschließendem Abfangen sowie Flachtrudeln gehörten zu seinem Aufgabengebiet.
Diese Versuche führte Perlia mit zum Teil dafür ungeeigneten Flugzeugen durch, wie zum Beispiel Sturzflüge mit einer He 70, einem Schnellverkehrsflugzeug der deutschen Lufthansa. Sein ausgeprägtes fliegerisches Talent und Können sorgte dafür, dass er diese Testflüge unbeschadet überstand.
Perlia verbrachte aufgrund einer Anschuldigung von Wilhelm Richter einige Zeit im Gestapo-Gefängnis in Berlin, Prinz-Albrecht-Straße Nr. 8. Ihm wurde Spionage im Auftrag der Sowjetunion vorgeworfen. Aufgrund der Tatsache, dass in Richters Wohnung belastende Beweise gefunden wurden, wurde Perlia aus der Haft entlassen und Richter verhaftet.
Am 1. März 1936 wechselte er zur Firma Arado, zunächst in Brandenburg, später in Warnemünde, und wurde im Oktober 1937, übrigens gleichzeitig mit der Pilotin Dipl.-Ing. Melitta Schiller, zum Flugkapitän ernannt.
Auf Udets Empfehlung hin ging er Mitte 1939 zu Anton Flettner nach Diepensee, der an der Entwicklung des Hubschraubers Flettner Fl 265 mit ineinander kämmenden Rotoren arbeitete. Perlia machte damit den Erstflug, erprobte ihn und führte das Flugzeug mit dem Kennzeichen D-EFLV im Juli 1939 in Rechlin Adolf Hitler und Hermann Göring vor.
Zwischen Januar und November 1940 arbeitete Perlia für die PATIN-Werke aus Berlin an der Entwicklung eines Bombenzielgerätes. Die Entwicklung und Versuche wurden in der E-Stelle Rechlin durchgeführt.
Danach wechselte er noch einmal, diesmal zu Junkers in Dessau, wo er bis Kriegsende tätig war.

## Nachkriegszeit
Nach dem Krieg war Perlia für die wieder auferstandene deutsche Luftfahrt „zu alt“ und so war er vorrangig als Fotograf und später als Redakteur der Fachzeitschrift Flugwelt tätig.
Als Fotograf machte er am 17. Juni 1953 während des Volksaufstandes in der DDR unter dem Pseudonym „xyz“ viele bewegende Aufnahmen, die in der Presse um die Welt gingen. Die Fotos machte Perlia mit einer Geheimkamera vom Typ Robot-Junior, die in einem Buch versteckt war.
1955 ging Perlia zur Fachzeitschrift Flugwelt und arbeitete dort als Redakteur. In dieser Zeit verfasste er einen kritischen Bericht zum damals geplanten neuen Jagdflugzeug der Luftwaffe, Lockheed F-104 Starfighter.
Auf diesen Bericht hin kam es zu einigen Streitigkeiten mit dem damaligen Verteidigungsminister Franz Josef Strauß.
Perlia hatte damals Recht mit der Behauptung, dass die ebenfalls zur Auswahl stehende französische Mirage III nicht nur sicherer, sondern auch günstiger sei. In den folgenden Jahren gab es häufige Unfälle mit dem Starfighter, der sich dadurch die Spitznamen Witwenmacher, Erdnagel oder Fliegender Sarg einhandelte.
Strauß hielt trotz des vernichtenden Urteils zweier Testpiloten der Luftwaffe, die den Starfighter beim Hersteller in den USA getestet haben, an der umstrittenen Maschine fest.
Trotzdem kostete ihn der Zusammenstoß mit Strauß seine Anstellung bei der Flugwelt.
Von 1956 bis 1957 war Perlia als technischer Assistent von Edgar Rößger an der Technischen Universität Berlin an Forschungen über den Strahlantrieb im Luftverkehr tätig.
Seine Tätigkeit als Fotograf führte ihn im Anschluss bis nach Thailand, Indien und Nepal. In seinen Büchern In geheimer Mission und Mal oben, mal unten erzählte Perlia in einem spannenden und humorvollen Stil sein außergewöhnliches Leben.
Im fortgeschrittenen Alter von 81 Jahren bewarb sich 1986 Perlia auch für die deutsche Spacelab Mission 12, die zur Jahreswende 1990/91 die Erde umkreisen sollte. Damit war er der älteste Bewerber. Er wurde jedoch abgelehnt, obwohl man von seiner Vitalität und seinem Engagement beeindruckt war. Bewerber mit wissenschaftlicher Ausbildung wurden bevorzugt.
Perlia war seit 1960 in zweiter Ehe verheiratet.
Richard Perlia starb 2012 im hohen Alter von 106 Jahren in Berlin. Sein Grab befindet sich auf dem Waldfriedhof Dahlem.

## Filme mit Richard Perlia
- Richard Perlia in „Only Ju – Hommage an eine Dame“, Dokumentarfilm, erschienen 2009 im Auftrag der DLBS, produziert von HH-Film e.K.
- Richard Perlia in „Mit der Ju über Hamburg“ (im Bonusmaterial), erschienen 2010